# Oscar 2013
A 85ª edição dos Academy Awards, ou Oscar 2013, aconteceu no dia 24 de fevereiro de 2013 no Teatro Dolby, em Hollywood, na Califórnia.
Nos Estados Unidos, a premiação foi transmitida ao vivo pela ABC. O apresentador foi o roteirista e ator Seth MacFarlane.

## Cronograma
| Data                               | Evento                                                     |
| ---------------------------------- | ---------------------------------------------------------- |
| Terça-feira, 19 de Fevereiro, 2013 | Fim dos Detalhes finais em 5:00 p.m. (horário do Pacífico) |
| Domingo, 24 de Fevereiro 2013      | Apresentação da 85° Edição do Academy Awards               |

## Alterações nas categorias de premiação
Duas categorias de premiação do Oscar foram renomeadas em 2013.
- A categoria The Academy Award for Best Art Direction (Prêmio de Melhor Direção de Arte) foi renomeada para The Academy Award for Best Production Design (Prêmio de Melhor Design de Produção).[3]
- A categoria The Academy Award for Best Makeup (Prêmio de Melhor Maquiagem) foi renomeada para Academy Award for Best Makeup and Hairstyling (Prêmio de Melhores Maquiagem e Penteados).[4]

## Indicados e vencedores
Os indicados para a 85ª edição dos Academy Awards foram anunciados em 10 de janeiro de 2013, no "Samuel Goldwyn Theater", pela atriz Emma Stone e por Seth MacFarlane, apresentador desta edição do evento.
 Indica o ganhador dentro de cada categoria.
| Melhor Filme Argo – Grant Heslov, Ben Affleck e George Clooney - Amour – Margaret Ménégoz, Stefan Arndt, Veit Heiduschka e Michael Katz - Beasts of the Southern Wild – Dan Janvey, Josh Penn e Michael Gottwald - Django Unchained – Stacey Sher, Reginald Hudlin e Pilar Savone - Les Misérables – Tim Bevan, Eric Fellner, Debra Hayward e Cameron Mackintosh - Life of Pi – Gil Netter, Ang Lee e David Womark - Lincoln – Steven Spielberg e Kathleen Kennedy - Silver Linings Playbook – Donna Gigliotti, Bruce Cohen e Jonathan Gordon - Zero Dark Thirty – Mark Boal, Kathryn Bigelow e Megan Ellison | Melhor Diretor Ang Lee – Life of Pi - Michael Haneke – Amour - Benh Zeitlin – Beasts of the Southern Wild - Steven Spielberg – Lincoln - David O. Russell – Silver Linings Playbook |
| Melhor Ator/Actor (Principal) Daniel Day-Lewis – Lincoln como Abraham Lincoln - Bradley Cooper – Silver Linings Playbook como Patrizio "Pat" Solitano, Jr. - Hugh Jackman – Les Misérables como Jean Valjean - Joaquin Phoenix – The Master como Freddie Quell - Denzel Washington – Flight como William "Whip" Whitaker | Melhor Atriz/Actriz (Principal) Jennifer Lawrence – Silver Linings Playbook como Tiffany Maxwell - Jessica Chastain – Zero Dark Thirty como Maya - Emmanuelle Riva – Amour como Laurent - Quvenzhané Wallis – Beasts of the Southern Wild como Hushpuppy - Naomi Watts – Lo imposible como María Belón |
| Melhor Ator/Actor Coadjuvante/Secundário Christoph Waltz – Django Unchained como King Schultz - Alan Arkin – Argo como Lester Siegel - Robert De Niro – Silver Linings Playbook como Patrizio "Pat" Solitano, Sr. - Philip Seymour Hoffman – The Master como Lancaster Dodd - Tommy Lee Jones – Lincoln como Thaddeus Stevens | Melhor Atriz/Actriz Coadjuvante/Secundária Anne Hathaway – Les Misérables como Fantine - Amy Adams – The Master como Peggy Dodd - Sally Field – Lincoln como Mary Todd Lincoln - Helen Hunt – The Sessions como Cheryl Cohen-Greene - Jacki Weaver – Silver Linings Playbook como Dolores Solitano |
| Melhor Roteiro/Argumento - Original Django Unchained – Quentin Tarantino - Amour – Michael Haneke - Flight – John Gatins - Moonrise Kingdom – Wes Anderson e Roman Coppola - Zero Dark Thirty – Mark Boal | Melhor Roteiro/Argumento - Adaptado Argo – Chris Terrio por The Master of Disguise de Tony Mendez e The Great Escape de Joshuah Bearman - Beasts of the Southern Wild – Lucy Alibar e Benh Zeitlin por Juicy and Delicious de Alibar - Life of Pi – David Magee por Life of Pi de Yann Martel - Lincoln – Tony Kushner por Team of Rivals de Doris Kearns Goodwin - Silver Linings Playbook – David O. Russell por The Silver Linings Playbook de Matthew Quick                      |
| Melhor Filme de Animação Brave – Mark Andrews e Brenda Chapman - Frankenweenie – Tim Burton - ParaNorman – Sam Fell e Chris Butler - The Pirates! In an Adventure with Scientists – Peter Lord - Wreck-It Ralph – Rich Moore | Melhor Filme Estrangeiro Amour ( Áustria) – Michael Haneke - Kon-Tiki ( Noruega) – Joachim Rønning e Espen Sandberg - No ( Chile) – Pablo Larraín - En kongelig affære ( Dinamarca) – Nikolaj Arcel - Rebelle ( Canadá) – Kim Nguyen |
| Melhor Documentário em Longa-metragem Searching for Sugar Man – Malik Bendjelloul e Simon Chinn - 5 Broken Cameras – Emad Burnat e Guy Davidi - The Gatekeepers – Dror Moreh, Philippa Kowarsky e Estelle Fialon - How to Survive a Plague – David France e Howard Gertler - The Invisible War – Kirby Dick e Amy Ziering | Melhor Documentário em Curta-metragem Inocente – Sean Fine e Andrea Nix Fine - Kings Point – Sari Gilman e Jedd Wider - Mondays at Racine – Cynthia Wade e Robin Honan - Open Heart – Kief Davidson e Cori Shepherd Stern - Redemption – Jon Alpert e Matthew O'Neill |
| Melhor Curta-metragem Curfew – Shawn Christensen - Asad – Bryan Buckley e Mino Jarjoura - Buzkashi Boys – Sam French e Ariel Nasr - Dood van een Schaduw – Tom Van Avermaet e Ellen De Waele - Henry – Yan England | Melhor Animação em Curta-metragem Paperman – John Kahrs - Adam and Dog – Minkyu Lee - Fresh Guacamole – PES - Head over Heels – Timothy Reckart e Fodhla Cronin O'Reilly - The Longest Daycare – David Silverman |
| Melhor Trilha Sonora/Banda Sonora Life of Pi – Mychael Danna - Anna Karenina – Dario Marianelli - Argo – Alexandre Desplat - Lincoln – John Williams - Skyfall – Thomas Newman | Melhor Canção Original "Skyfall" de Skyfall – Adele e Paul Epworth - "Before My Time" de Chasing Ice – J. Ralph - "Everybody Needs a Best Friend" de Ted – Walter Murphy e Seth MacFarlane - "Pi's Lullaby" de Life of Pi – Mychael Danna e Bombay Jayashri - "Suddenly" de Les Misérables – Claude-Michel Schönberg, Herbert Kretzmer e Alain Boublil |
| Melhor Edição de Som Skyfall – Per Hallberg e Karen Baker Landers Zero Dark Thirty – Paul N. J. Ottosson - Argo – Erik Aadahl e Ethan Van der Ryn - Django Unchained – Wylie Stateman - Life of Pi – Eugene Gearty e Philip Stockton | Melhor mixagem/mistura de Som Les Misérables – Andy Nelson, Mark Paterson e Simon Hayes - Argo – John T. Reitz, Gregg Rudloff e José Antonio Garcia - Life of Pi – Ron Bartlett, Doug Hemphill e Drew Kunin - Lincoln – Andy Nelson, Gary Rydstrom e Ron Judkins - Skyfall – Scott Millan, Greg P. Russell e Stuart Wilson |
| Melhor Direção de Arte Lincoln – Rick Carter e Jim Erickson - Anna Karenina – Sarah Greenwood e Katie Spencer - The Hobbit: An Unexpected Journey – Dan Hennah, Ra Vincent e Simon Bright - Les Misérables – Eve Stewart e Anna Lynch-Robinson - Life of Pi – David Gropman e Anna Pinnock | Melhor Cinematografia/Fotografia Life of Pi – Claudio Miranda - Anna Karenina – Seamus McGarvey - Django Unchained – Robert Richardson - Lincoln – Janusz Kamiński - Skyfall – Roger Deakins |
| Melhor Maquiagem/Caracterização Les Misérables – Lisa Westcott e Julie Dartnell - Hitchcock – Howard Berger, Peter Montagna e Martin Samuel - The Hobbit: An Unexpected Journey – Peter Swords King, Rick Findlater e Tami Lane | Melhor Figurino/Guarda-Roupa Anna Karenina – Jacqueline Durran - Les Misérables – Paco Delgado - Lincoln – Joanna Johnston - Mirror, Mirror – Eiko Ishioka - Snow White and the Huntsman – Colleen Atwood |
| Melhor Edição/Montagem Argo – William Goldenberg - Life of Pi – Tim Squyres - Lincoln – Michael Kahn - Silver Linings Playbook – Jay Cassidy e Crispin Struthers - Zero Dark Thirty – Dylan Tichenor e William Goldenberg | Melhores Efeitos Visuais Life of Pi – Bill Westenhofer, Guillaume Rocheron, Erik-Jan de Boer e Donald R. Elliott - The Hobbit: An Unexpected Journey – Joe Letteri, Eric Saindon, David Clayton e R. Christopher White - Marvel's The Avengers – Janek Sirrs, Jeff White, Guy Williams e Dan Sudick - Prometheus – Richard Stammers, Trevor Wood, Charley Henley e Martin Hill - Snow White and the Huntsman – Cedric Nicolas-Troyan, Philip Brennan, Neil Corbould e Michael Dawson |

### Filmes com múltiplas nomeações
Seguem os 14 filmes com mais indicações:
- 12 nomeações: Lincoln
- 11 nomeações: Life of Pi
- 8 nomeações: Les Misérables e Silver Linings Playbook
- 7 nomeações: Argo
- 5 nomeações: Amour, Django Unchained, Skyfall e Zero Dark Thirty
- 4 nomeações: Anna Karenina e Beasts of the Southern Wild
- 3 nomeações: The Hobbit: An Unexpected Journey e The Master
- 2 nomeações: Flight e Snow White and the Huntsman

### Filmes com múltiplas vitórias
Seguem os 6 filmes com mais Oscars:
- 4 estatuetas: Life of Pi
- 3 estatuetas: Argo e Les Misérables
- 2 estatuetas: Django Unchained, Lincoln e Skyfall

## In Memoriam
O segmento anual In Memoriam foi apresentado pelo ator George Clooney.
| - Ernest Borgnine - Eiko Ishioka - Ralph McQuarrie - Jack Klugman - Celeste Holm - Adam Yauch - Michael Clarke Duncan - Charles Durning - Carlo Rambaldi - Erland Josephson - Richard Robbins - Stephen Frankfurt - Harris Savides - Tonino Guerra - J. Michael Riva - Ulu Grosbard - Herbert Lom - Bruce Surtees - Andrew Sarris - George Bowers - Tony Scott | - Theodore Soderberg - Lois W. Smith - Geoffrey G. Ammer - Neil Travis - Mike Hopkins - John D. Lowry - Hal David - Nora Ephron - Charles Rosen - Jake Eberts - Michael Kohut - Frank Pierson - Chris Marker - Charles C. Washburn - Ray Bradbury - Richard Rodney Bennett - Robert B. Sherman - Richard D. Zanuck - Matthew Yuricich - Marvin Hamlisch |